# Christian Meyer (Journalist)
Christian Meyer (* 24. Oktober 1947 am Thunersee/Kanton Bern) ist ein Schweizer Journalist, Chefredaktor und Buchautor.

## Leben
Christian Meyer studierte Betriebswirtschaft (eidg. Diplom, mit Auszeichnung) am Schweizerischen Institut für Betriebsökonomie in Zürich. Zuvor erwarb er das Diplom (ebenfalls mit Auszeichnung) an der SHL Schweizerischen Hotelfachschule Luzern. Ausgebildet in Hoteladministration, aber auch in praxisbezogenen Teilbereichen wie Küche, Service, Getränke-/Weinkunde/Bar, strebte er zunächst eine Karriere in der Luxushotellerie an, die im Alter von nur 23 Jahren in einer Anstellung als Empfangschef/Chef de réception in einem Grand Hotel gipfelte.
Überzeugt davon, dass auch grössere Mengen Nahrungsmittel in hoher Qualität hergestellt/verarbeitet werden können, wechselte er anschliessend in die Nahrungsmittelindustrie. 1982 gründete er eine kleine Firma für Lebensmittelspezialitäten, die er später veräusserte.
Fasziniert von den Medien, und beseelt von der Idee, seine kreativen Seiten als Journalist und Fotograf auszuleben, ist er seit 1997 in der Medienbranche tätig, anfänglich als Redakteur, später als Ressortleiter in der Fachpresse (Food&Beverage, Hotellerie/Tourismus). Ab 2003 ist er als Chefredakteur, Buchautor und Fotograf in den Sparten Hotellerie, Gastronomie, Food, Tourismus, Reisen, Gesellschafts- sowie Gesundheitsthemen und Lifestyle tätig.

## Privates
Christian Meyer ist verheiratet, hat zwei erwachsene Kinder und lebt in Zürich (ab 2021). Er ist ein passionierter Hobbykoch, ist ständig auf der Jagd nach exzellenten Zutaten für neue Gerichte und experimentiert gerne mit neuen Verfahren in der Küche. Er fotografiert auch in der Freizeit und liebt die Bewegung: Rennrad, Jogging, Bergwandern.

## Veröffentlichungen
Er schreibt/bzw. schrieb regelmässig für folgende Medien:
- Aargauer Zeitung/Schweiz am Wochenende
- Basler Zeitung
- Berner Zeitung
- Bieler Tagblatt
- Luzerner Zeitung/Zentralschweiz am Sonntag
- Magazin 50plus
- NZZ
- Tagesanzeiger

und für diverse Magazine (Online/Print)
Seine bevorzugten Themen sind: Food, Beverage, Gastronomie, Hotellerie, Tourismus/Reisen, Lifestyle, aber auch  gesellschaftliche Themen, etwa Robotik oder die Quereinsteiger-Problematik samt Franchising im Gastgewerbe.
Bekannt wurde er ferner als Founder und Chefredakteur der länderübergreifenden Internet-Branchenplattform für Hotellerie, Gastronomie und Catering www.artichox.com, gegründet im Mai 2006.